# Velké Losiny
Velké Losiny (deutsch: Groß Ullersdorf) ist eine Gemeinde in Tschechien. Sie liegt acht Kilometer nördlich von Šumperk im Vorgebirgsland des Altvatergebirges und gehört zum Okres Šumperk. Bekannt ist Velké Losiny unter anderem als Heilbad. Die Gemeinde ist Mitglied im Gemeindeverband Svazek obcí údolí Desné.

## Geschichte
Obwohl die warmen Schwefelquellen von Groß Ullersdorf schon den Römern bekannt gewesen sein sollen, wird es erst 1351 erstmals erwähnt. Es war landesfürstliche Herrschaft und ab 1496 zunächst als Pfand, ab 1507 im Besitz der Herren von Žerotín. Johann von Žerotín errichtete an der Stelle einer gotischen Wasserburg ein Renaissance-Schloss mit einem prächtigen Arkadenhof, dessen Außenwände mit reichen Sgraffito-Ornamenten geschmückt sind.
Johann d. J. von Žerotín veranlasste 1592 den Bau eines Badehauses an den Thermen. Nach der Schlacht am Weißen Berg ging Groß Ullersdorf an die Adelsfamilie Liechtenstein, von der es Johann von Žerotín nach kurzer Zeit zurückerwerben konnte. Nach dem Dreißigjährigen Krieg war das Schloss Schauplatz berüchtigter Hexenprozesse.
Die Žerotín behielten Groß Ullersdorf bis 1802. Danach war es erneut im Besitz der Liechtenstein, die 1945 enteignet wurden.

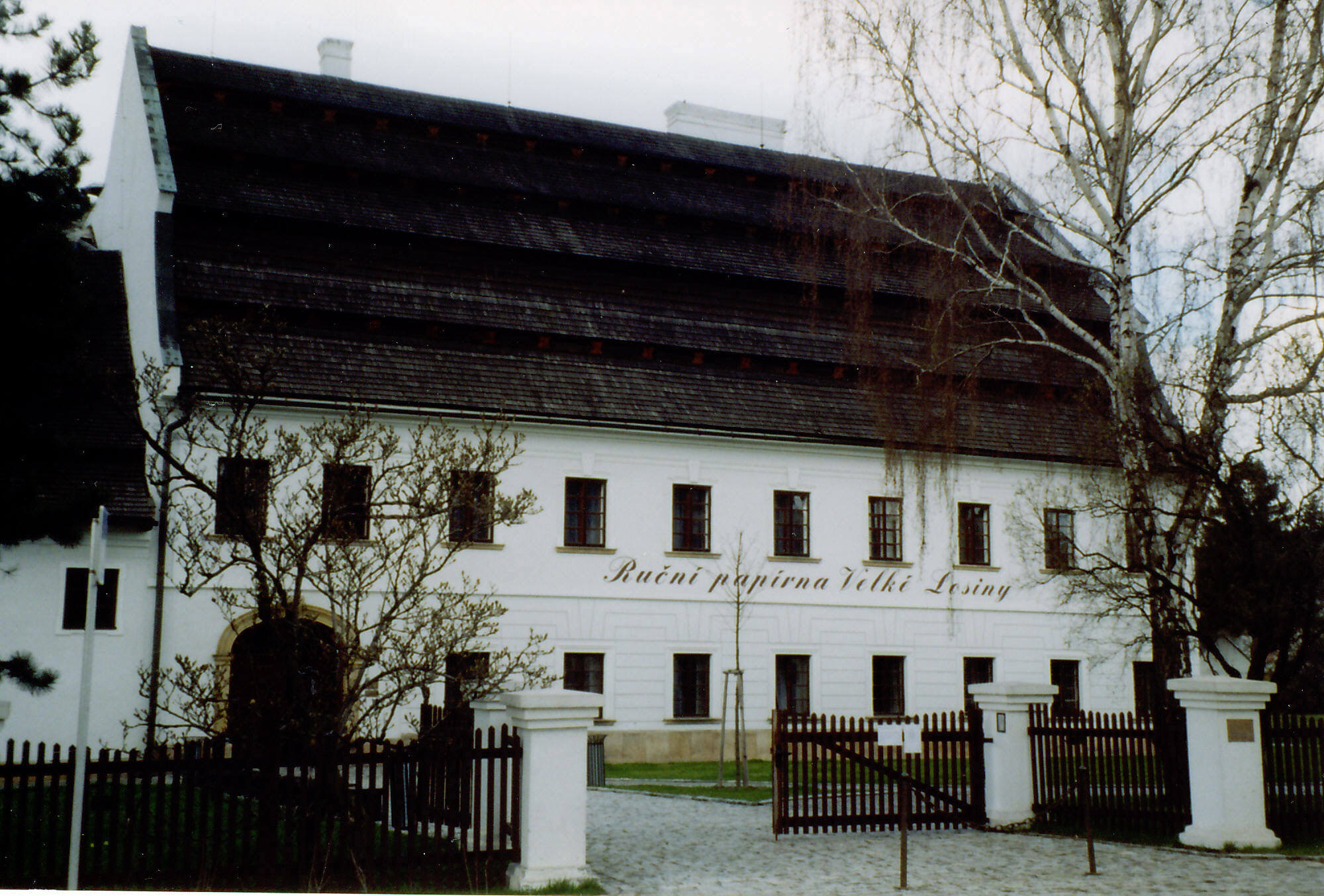
Velké Losiny: Papiermühle

Wirtschaftliche Bedeutung erlangte neben dem Badebetrieb die 1596 erbaute Büttenpapier-Manufaktur, deren Gebäude Ende des 18. Jahrhunderts im Stil des Spätbarock umgebaut wurde. Sie gehört zu den wenigen noch erhaltenen und produziert bis heute handgeschöpftes Papier nach dem traditionellen Verfahren. Das Gebäude beherbergt seit 1987 ein Papiermuseum, in dem auch die Herstellung von handgeschöpftem Papier vorgeführt wird.

## Gemeindegliederung
Die Gemeinde Velké Losiny besteht aus den Ortsteilen Bukovice (Buchelsdorf), Ludvíkov (Ludwigsthal), Maršíkov (Marschendorf), Velké Losiny (Groß Ullersdorf) und Žárová (früher Nová Ves, deutsch Neudorf Wies.). Zu Žárová gehören noch die Ortslagen Horní Bohdíkov (früher Německý Bohdíkov, deutsch Deutsch Märzdorf) und Prameny (früher Štolnava, deutsch Stollenhau).

## Kultur und Sehenswürdigkeiten

### Museen
- Papiermuseum in der Papiermühle Velké Losiny

### Bauwerke
- Schloss Velké Losiny
- Die protestantische Pfarrkirche Johannes des Täufers wurde 1600–1603 errichtet und 1725–1730 um die Žerotínsche Gruftkapelle erweitert. In ihr befindet sich ein Kreuzwegbild von Franz Anton Sebastini von 1784.

### Regelmäßige Veranstaltungen
- Jedes Jahr Ende Juni findet das drei-tägige Johannis-Fest statt.

## Söhne und Töchter der Gemeinde
- Rudolf Axmann (1894–1945), tschechoslowakischer Politiker deutscher Nationalität
- Milan Horáček (* 1946), tschechischer und deutscher Politiker der GRÜNEN, Mitglied des Deutschen Bundestages und Mitglied des Europäischen Parlamentes
- Alfred Scholz (1921–1978), deutscher Politiker (KPD, SED), stellvertretender Minister für Staatssicherheit der DDR